# Robert Hanbury

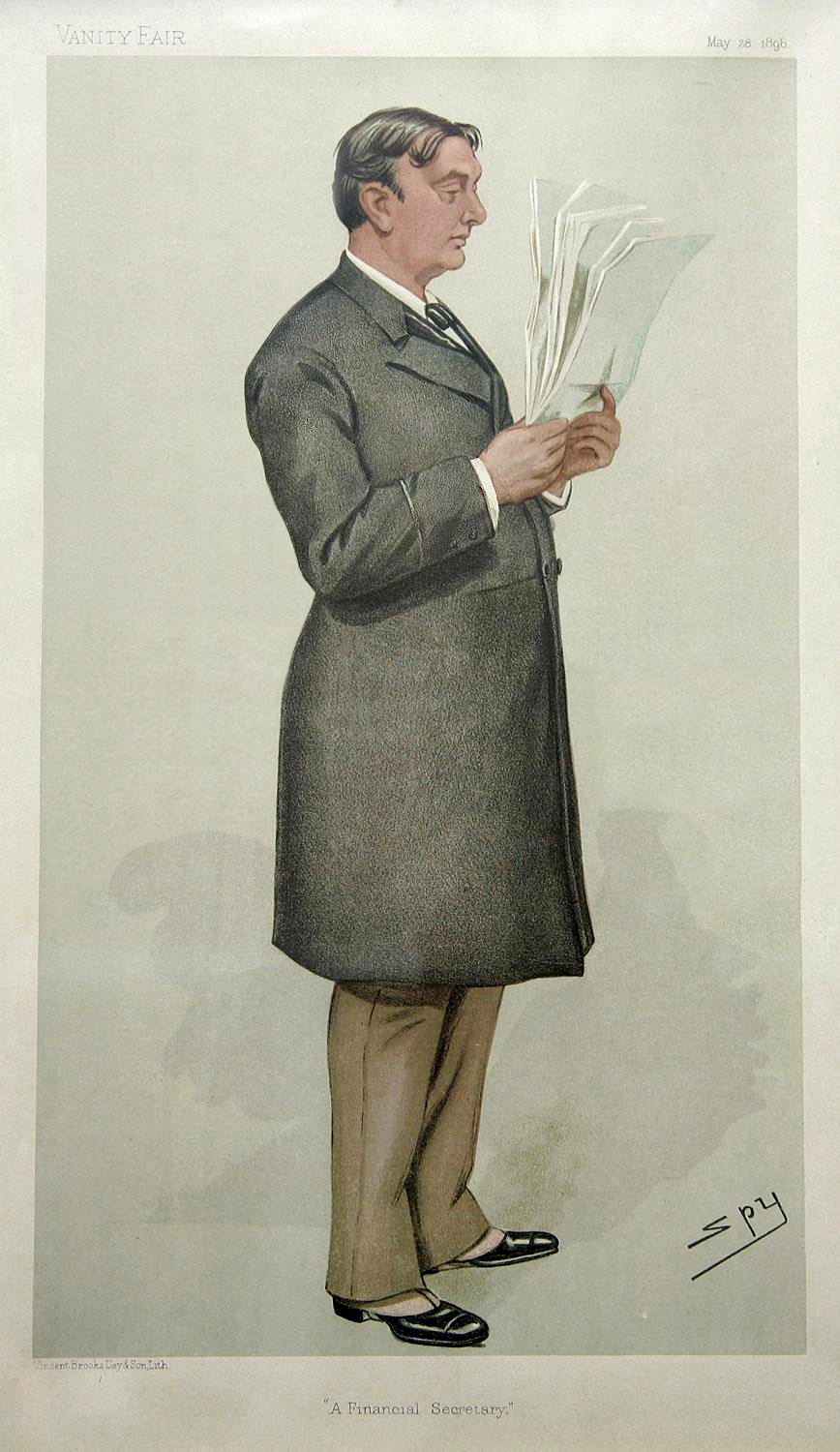
Robert Hanbury

Robert William Hanbury (ur. 24 lutego 1845, zm. 28 kwietnia 1903) – brytyjski polityk, członek Partii Konserwatywnej, minister w rządach lorda Salisbury’ego i Arthura Balfoura.
Był jedynym synem Roberta Hanbury'ego z Bodehall House w hrabstwie Staffordshire i Mary Bamford, córki majora T.B. Bamforda z Wilnecote Hall w hrabstwie Warwickshire. Wykształcenie odebrał w Rugby School oraz w Corpus Christi na Uniwersytecie Oksfordzkim. W 1872 r. został wybrany do Izby Gmin jako reprezentant okręgu Tamworth. W latach 1878–1880 reprezentował okręg wyborczy Staffordshire North. W 1880 r. utracił miejsce w parlamencie. W 1885 r. uzyskał mandat z okręgu Preston. Wcześniej bez powodzenia startował w tym okręgu w wyborach uzupełniających w 1882 r.
Po powrocie Partii Konserwatywnej do władzy w 1895 r. Hanbury został finansowym sekretarzem skarbu. W 1900 r. został członkiem gabinetu jako przewodniczący Rady Rolnictwa. Urząd ten sprawował do swojej śmierci w 1903 r. Został pochowany w Ilam w hrabstwie Derbyshire.
W 1869 r. poślubił Ismenę Tindal Gepp, córkę Thomasa Morgana Geppa. Ismena zmarła w 1871 r. Robert ożenił się ponownie w 1884 r. z Ellen Hamilton, córką Knoxa Hamiltona. Z obu małżeństw nie doczekał się potomstwa.